# 丸山幹治
丸山 幹治（まるやま かんじ、1880年〈明治13年〉5月2日 - 1955年〈昭和30年〉8月16日） は、ジャーナリスト・政治評論家。 号・侃堂。

## 略歴
長野県埴科郡清野村（現長野市）の農家に生まれる。1901年東京専門学校（現・早稲田大学）邦語科行政科卒業、日本新聞に入社、翌年青森新聞主筆となり、日露戦争中に日本新聞に復帰し従軍記者となる。1906年京城日報編集長を務め、1909年大阪朝日新聞社入社。「天声人語」を執筆。のちニューヨーク特派員、通信部長を歴任。1918年には白虹事件のため、長谷川如是閑らとともに退社。 1928年大阪毎日新聞社に入社し、コラム「硯滴」を担当。まもなく東京日日新聞に移り、1953年まで短評論「余録」を担当。1930年ロンドン軍縮会議で政府全権が軍艦の対英米保有率に関し譲歩した際、枢密院が批准を延引したことに対し、丸山は枢密院を論難した。1954年「余録」が評価され、日本新聞協会から新聞文化賞を受賞。

## 家族
- 祖父・清蔵は松代藩士。
- 妻・セイは政教社社主・井上亀六（号・藁村）の異父妹。
- 芸能プロデューサーで音楽評論家の丸山鉄雄は長男。
- 政治学者の丸山眞男は次男。
- 社会評論家の丸山邦男は三男。

## 著書

### 単著
- 『黒頭巾を脱ぐ』言海書房、1935年4月。 NCID BN06496764。全国書誌番号:46083601。
- 『溜飲を下ぐ』言海書房、1935年6月。 NCID BN09176613。全国書誌番号:47027677。
- 『副島種臣伯』大日社、1936年2月。 NCID BN04991900。全国書誌番号:46062223。
  - 『副島種臣伯』（複製版）みすず書房〈みすずリプリント 2〉、1987年4月。 NCID BN01173724。全国書誌番号:87037747。
  - 『副島種臣伯』（オンデマンド版）みすず書房〈みすずリプリント 2〉、2005年7月。 NCID BA78351051。全国書誌番号:22310774。
- 『事変下の日本 ペンを剣にかへて』人文書院、1938年2月。 NCID BN05513507。全国書誌番号:46056424。
- 『硯滴・余録』道統社、1942年1月。 NCID BN05514678。全国書誌番号:46008249。
- 『余録二十五年』毎日新聞社、1954年8月。 NCID BN06297972。全国書誌番号:54010322。

### 共著
- 丸山侃堂、今村南史『丁稚制度の研究』政教社、1912年5月。 NCID BN05380301。全国書誌番号:40035252。
  - 丸山侃堂、今村南史「丁稚制度の研究」『日本〈子どもの歴史〉叢書』 21巻、久山社、1998年4月。 NCID BA35410385。全国書誌番号:99006108。